# Wanted (Thomas Helmig-album)
 For alternative betydninger, se Wanted. (Se også artikler, som begynder med Wanted)
Wanted er det andet opsamlingsalbum fra den danske sanger og sangskriver Thomas Helmig, der blev udgivet den 15. november 2000. Det indeholder engelsksprogede sange udgivet på albummene, Rhythm, Say When, Stupid Man, Groovy Day og Dream i perioden 1992 til 1999. Albummet indeholder også de to nye sange "Emotional Ghetto" og "Superstar (Once in a Lifetime)". Sidstnævnte er med på soundtracket til Susanne Bier-filmen Hånden på hjertet. I 2006 blev sangen udgivet af den svenske sanger Jonas Hedqvist.

## Spor
Alle sange er skrevet af Thomas Helmig, undtagen hvor noteret.
| #   | Titel                                                        | Længde |
| --- | ------------------------------------------------------------ | ------ |
| 1.  | "Stupid Man" (fra Stupid Man)                                | 3:27   |
| 2.  | "Emotional Ghetto"                                           | 3:17   |
| 3.  | "If I Lose Myself in This" (fra Dream)                       | 3:59   |
| 4.  | "Gotta Get Away From You (Keep on Walking)" (fra Stupid Man) | 4:38   |
| 5.  | "Flower Child" (Thomas Helmig, Billy Mann) (fra Dream)       | 3:57   |
| 6.  | "Groovy Day" (Radio Edit) (fra Groovy Day)                   | 3:10   |
| 7.  | "The One and Only" (fra Dream)                               | 3:48   |
| 8.  | "Into Your Eyes" (fra Stupid Man)                            | 4:15   |
| 9.  | "Good Time" (fra Rhythm)                                     | 3:56   |
| 10. | "Rock You Tonight" (fra Groovy Day)                          | 4:49   |
| 11. | "Treat Me Right" (fra Rhythm)                                | 4:09   |
| 12. | "Don't Leave Tonight" (fra Say When)                         | 3:56   |
| 13. | "Baby Baby" (fra Groovy Day)                                 | 4:08   |
| 14. | "She Belongs to Me" (fra Groovy Day)                         | 4:09   |
| 15. | "I Want You for Myself" (fra Say When)                       | 4:09   |
| 16. | "Moonsilver" (Single Version) (fra Dream)                    | 3:11   |
| 17. | "Don't Break My Heart Tonight" (fra Stupid Man)              | 4:04   |
| 18. | "Superstar (Once in a Lifetime)"                             | 3:25   |

## Hitlisteplacering
| Hitliste (2000) | Højeste placering | Certificering |
| --------------- | ----------------- | ------------- |
| Danmark         | 4                 | Platin        |